# Río Chepsi
El río Chepsi (en ruso: Чепси) es un río del ókrug urbano de Goriachi Kliuch del krai de Krasnodar, en las estribaciones noroccidentales del Cáucaso, en Rusia, afluente por la izquierda del río Psékups, tributario del Kubán. 

## Curso
Tiene una longitud de 25 km y una cuenca de 143 km². Nace 7 km al sudeste de Moldavanovka, raión de Tuapsé, en el krai de Krasnodar. Su rumbo predominante en todo su curso es el nordeste. Atraviesa la localidad de Fanagoriskoye justo antes de desembocar en el Psékups.